# Pont d'Arc
Pont d'Arc je skalní most nalézající se na začátku kaňonu Gorges de l'Ardèche ve francouzském departementu Ardèche, tvořený přírodním obloukem 60 metrů širokým a 54 metrů vysokým. 
Tento skalní most vytvořený řekou Ardèche je jedním z nejznámějších symbolů zdejší přírodní rezervace Gorges de l'Ardèche a tvoří svým způsobem vstupní bránu do rezervace.

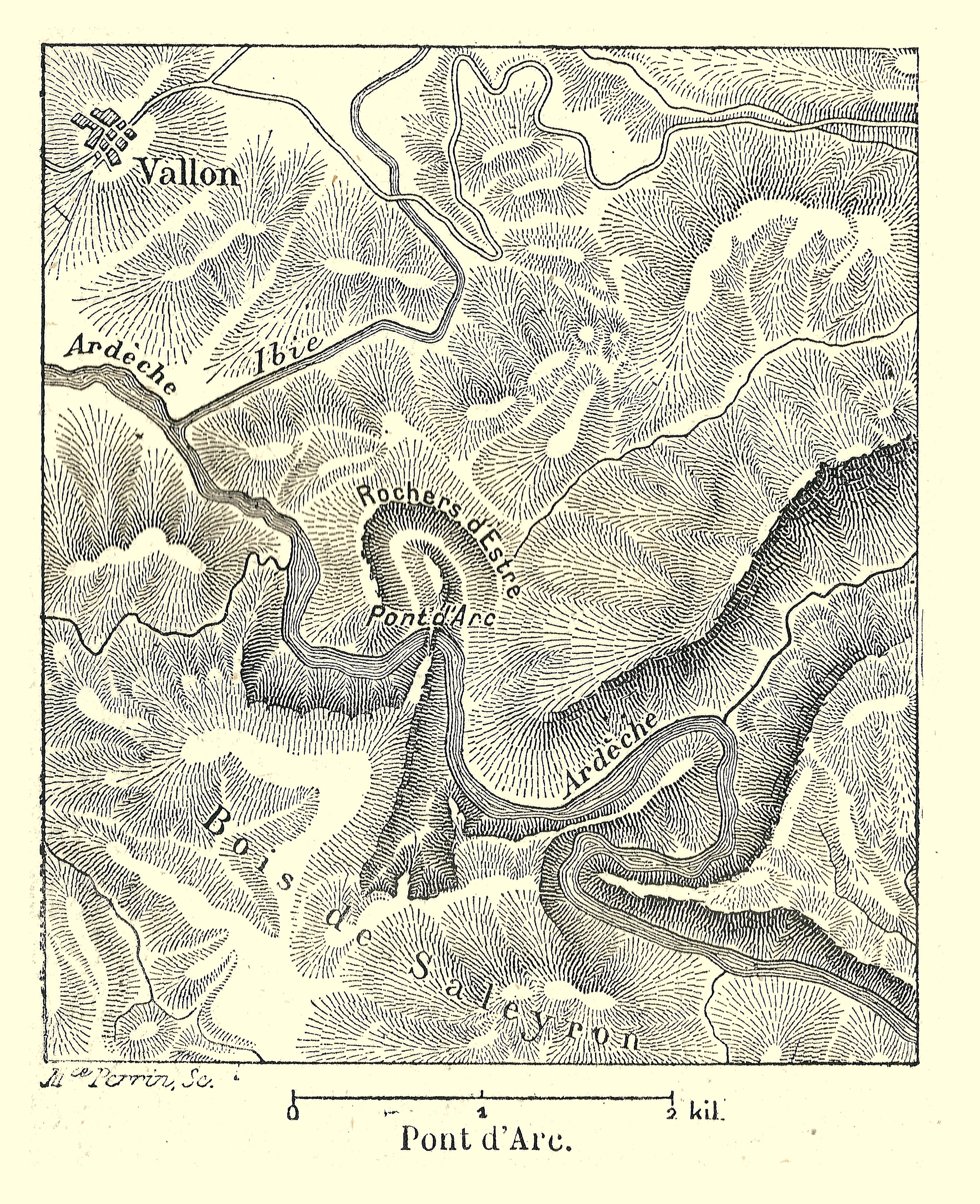
Skalní most na mapě z roku 1894

Skalní útvar se nachází asi 5 km od centra městečka Vallon-Pont-d'Arc.
V jeho těsné blízkosti se nalézá jeskyně Chauvet známá svými pravěkými jeskynními malbami starými cca 30 000 let.

## Galerie

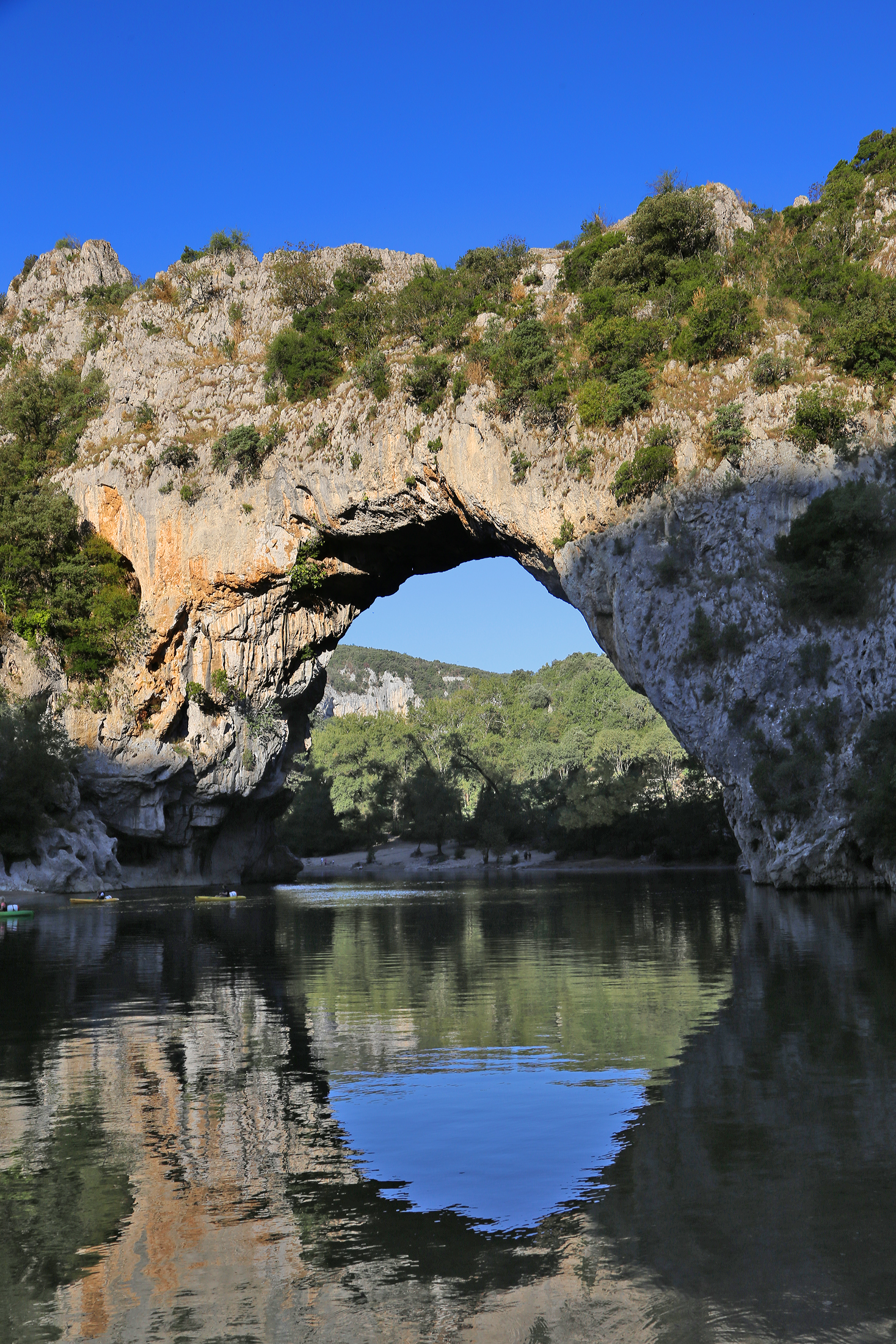
pohledy na Pont d'Arc
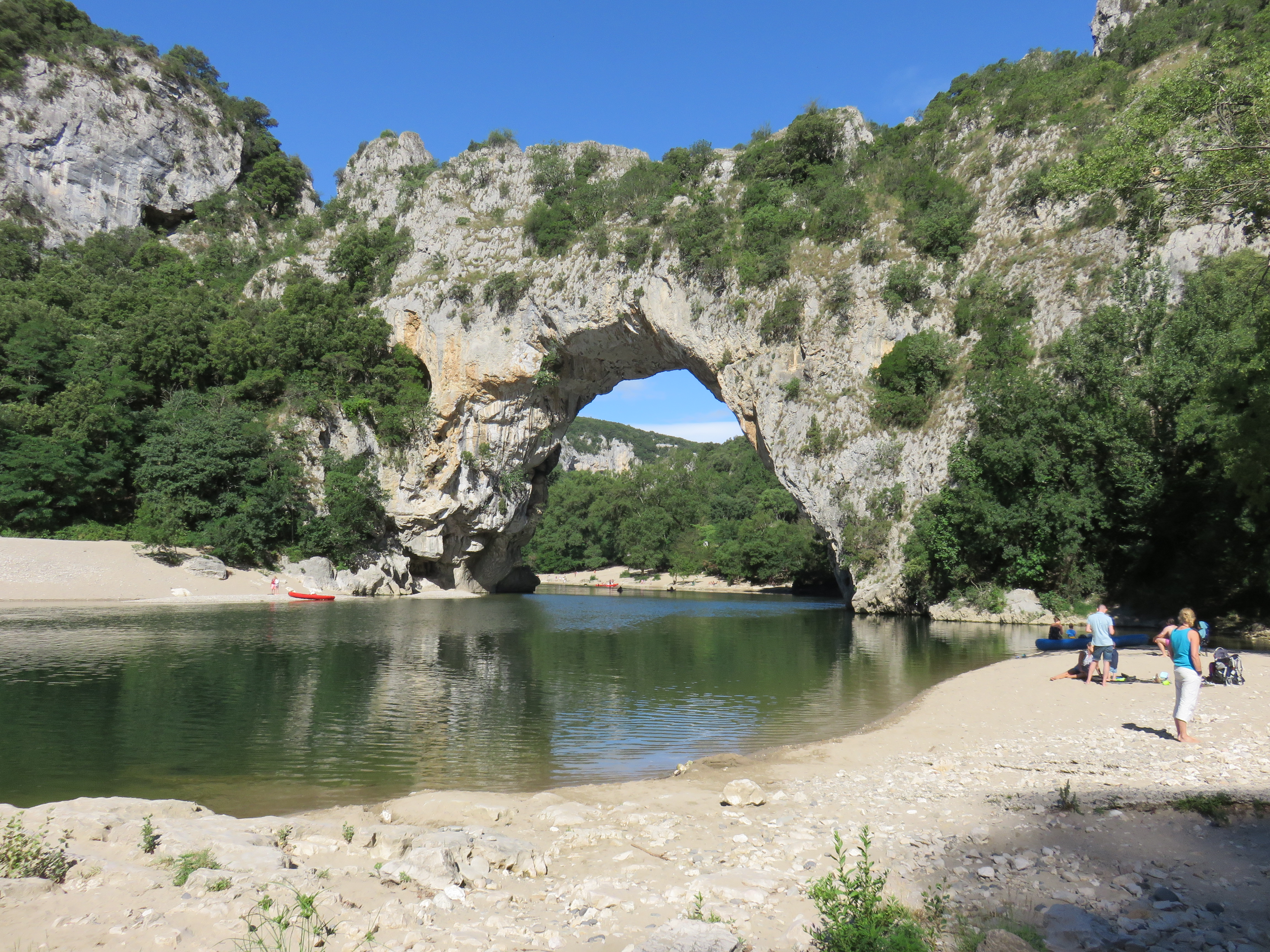
pohledy na Pont d'Arc
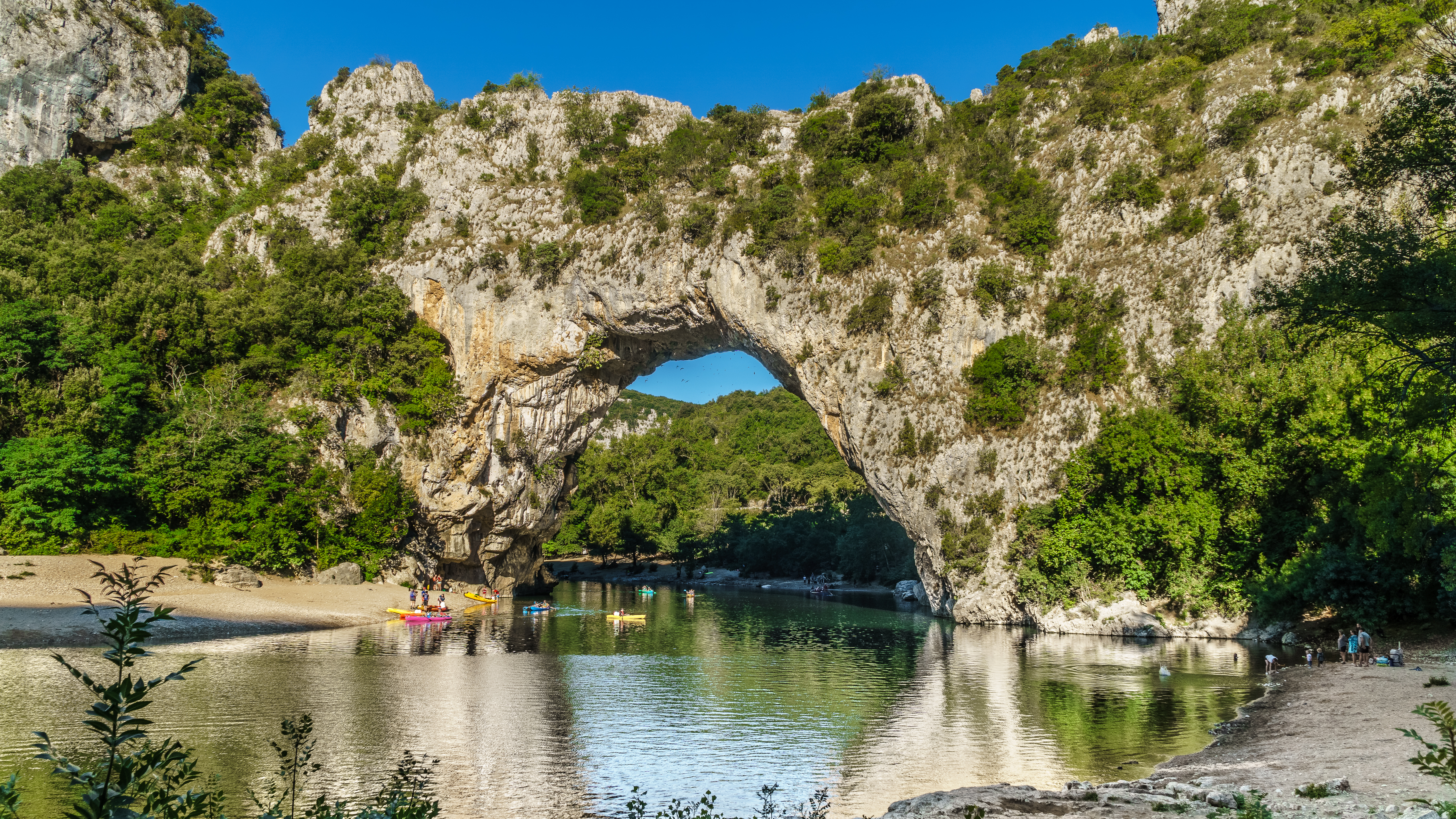
pohledy na Pont d'Arc
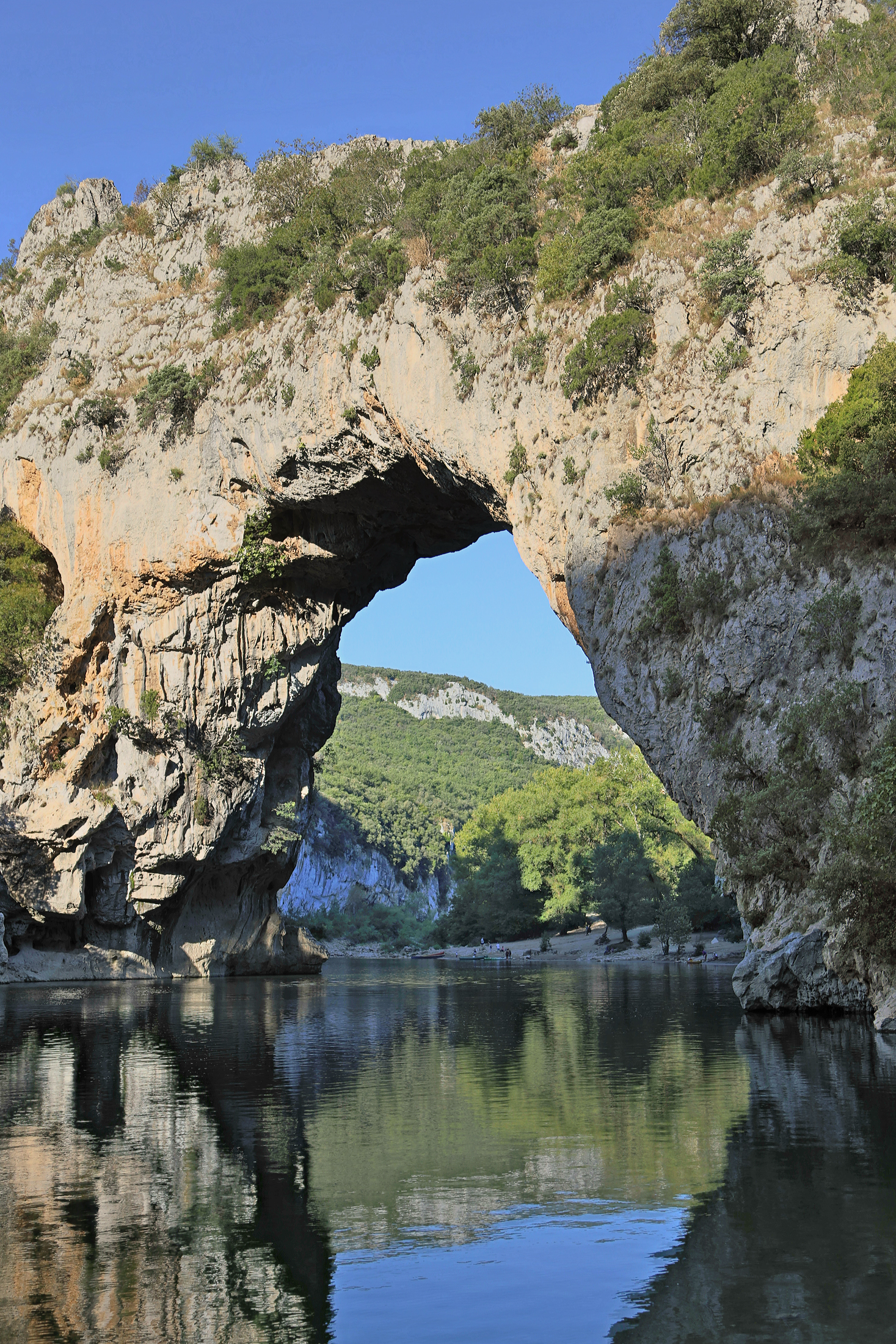
pohledy na Pont d'Arc
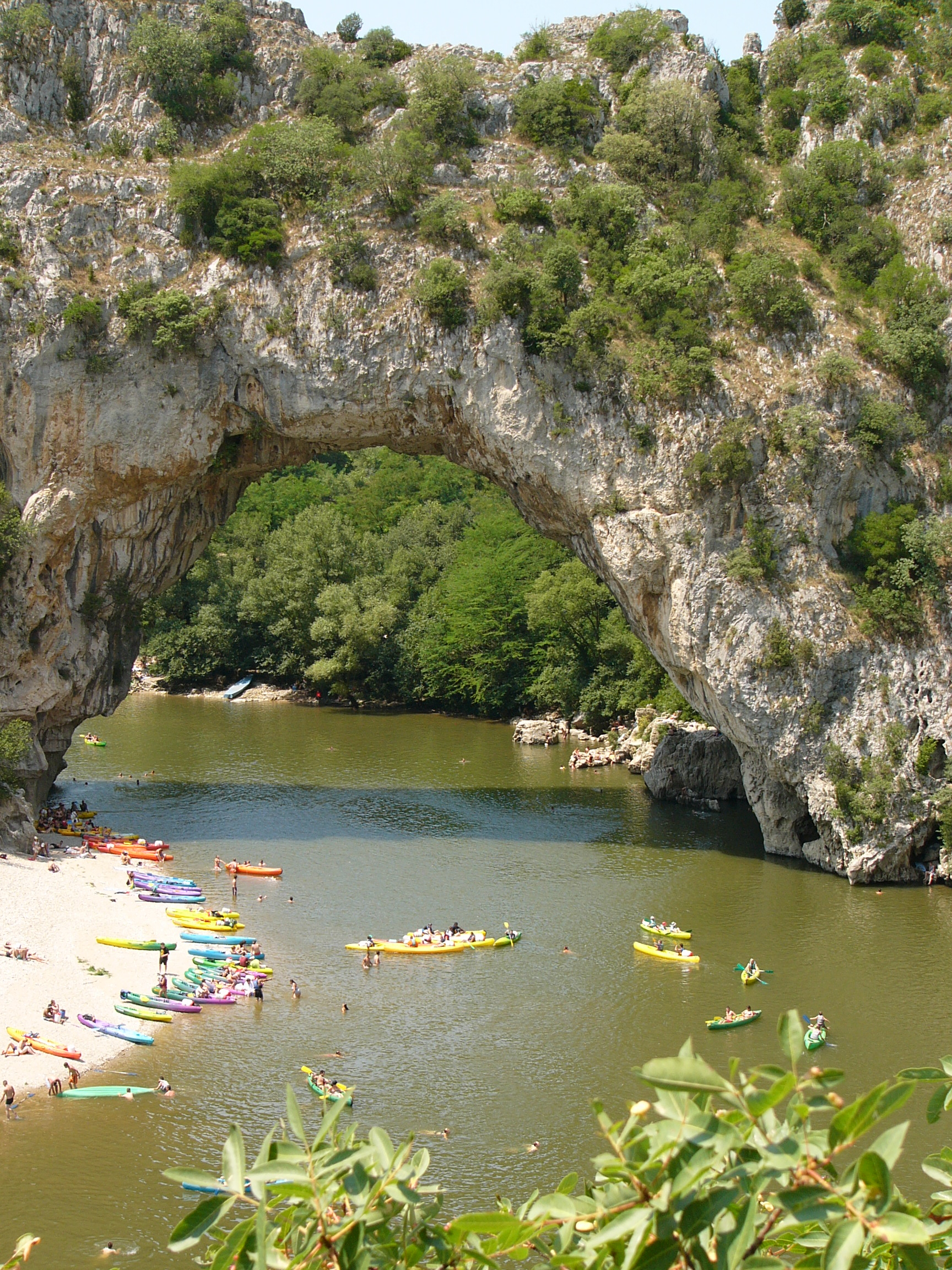
pohledy na Pont d'Arc